# Sutlej

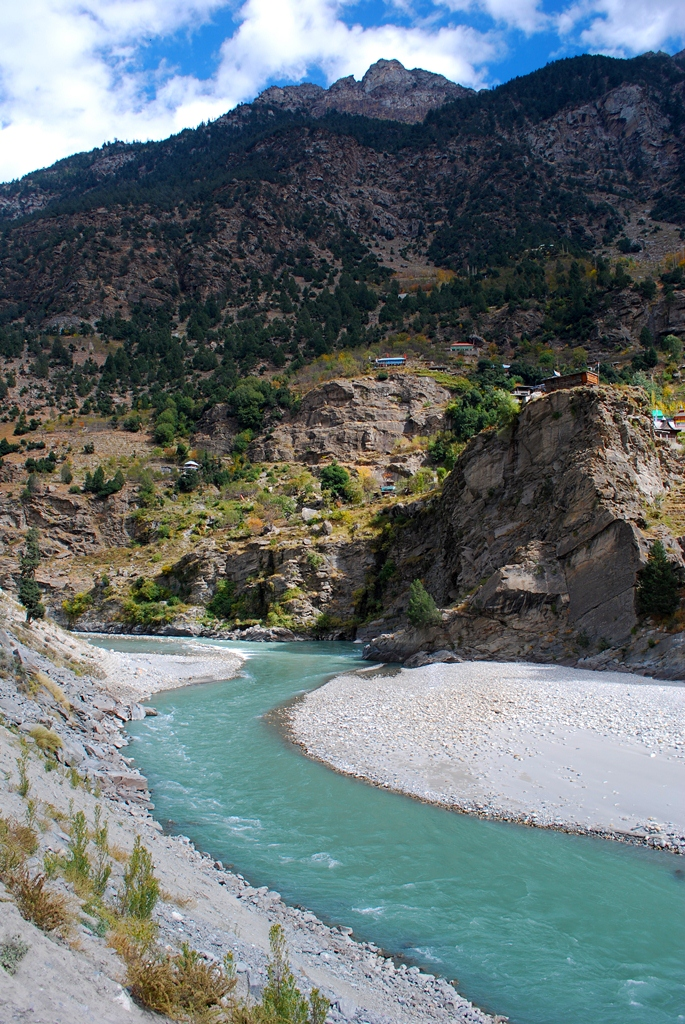
Sông Sutlej tại thung lũng Kinnaur, Himachal Pradesh

Sông Sutlej (hay Satluj) (tiếng Punjabi: ਸਤਲੁਜ, tiếng Phạn: शुतुद्रि, Śutudri, tiếng Urdu: ستلج, và tiếng Hindi: सतलज, ; ZWPY: གླང་ཆེན་གཙང་པོ, tiếng Trung: 象泉河) là sông dài nhất trong số năm dòng chảy qua vùng lịch sử Punjab ở miền bắc Ấn Độ và Pakistan. Sông nằm ở phía bắc của dãy núi Vindhya, phía nam đoạn Hindu Kush của Himalaya, và phía đông và trung tâm dãy núi Sulaiman tại Pakistan. Sutlej còn được gọi là Śutudri vào thời kỳ Vệ Đà.
Sutlej đôi khi được gọi là sông Đỏ. Đây là chi lưu cực đông của sông Ấn. Sông khởi nguồn gần hồ Rakshastal tại Tây Tạng, Trung Quốc, gần núi Kailas, và chảy về phía tây và tây nam đến lãnh thổ Ấn Độ qua hành lang Shipki La tại bang Himachal Pradesh. Tại Pakistan, lưu vực sông từng tồn tại nhà nước Bahawalpur trước đây. Khu vực phía đông và nam của lưu vực sông là một vùng khô cằn, được gọi là Cholistan và là một phần của Bahawalpur. Sutlej nhận nước từ sông Beas tại Hari-Ke-Patan, Amritsar, Punjāb, Ấn Độ, và tiếp tục theo hướng tây nam đến Pakistan và đổ vào sông Chenab, rồi sau đó tạo thành Panjnad, Panjanad đỏ vào sông Ấn tại Mithankot.
Nước sông Sutlej do Ấn Độ sử dụng theo Hiệp ước Nguồn nước Sông Ấn giữa Ấn Độ và Pakistan, và được chuyển hướng đến các kênh đào phục vụ tưới tiêu tại Ấn Độ. Có một vài dự án thủy điện chính trên sông Sutlej.